# Europese kampioenschappen veldrijden 2022
De 20ste editie van de Europese kampioenschappen veldrijden (officieel: UEC European Cyclo-cross Championships 2022) vonden plaats op zaterdag 5 november en zondag 6 november op de Citadel van Namen in België en werden georganiseerd door de UEC.
Het EK werd verreden in plaats van de wereldbekerveldrit die doorgaans in december wordt verreden en zou op hetzelfde parcours plaatsvinden.
Het kampioenschap bestaat uit de volgende categorieën:
| Mannen elite (23 jaar en ouder)   | 0000 2000 en ouder |
| Mannen beloften (19 t/m 22 jaar)  | 0000 2001 - 2004   |
| Jongens junioren (17 t/m 18 jaar) | 0000 2005 - 2006   |
|                                   |                    |
| Vrouwen elite (23 jaar en ouder)  | 0000 2000 en ouder |
| Vrouwen beloften (19 t/m 22 jaar) | 0000 2001 - 2004   |
| Meisjes junioren (17 t/m 18 jaar) | 0000 2005 - 2006   |

## Programma
| Datum                    | Tijd          | Categorie        |
| ------------------------ | ------------- | ---------------- |
| Zaterdag 5 november 2022 | 11:00 - 11:40 | Meisjes junioren |
| Zaterdag 5 november 2022 | 13:15 - 14:05 | Mannen beloften  |
| Zaterdag 5 november 2022 | 15:00 - 15:50 | Vrouwen elite    |
| Zondag 6 november 2022   | 11:00 - 11:45 | Jongens junioren |
| Zondag 6 november 2022   | 13:15 - 14:00 | Vrouwen beloften |
| Zondag 6 november 2022   | 15:00 - 16:00 | Mannen elite     |

## Belgische en Nederlandse selectie

### België
- Mannen elite: Jens Adams, Quinten Hermans, Eli Iserbyt, Daan Soete, Laurens Sweeck, Toon Vandebosch, Niels Vandeputte, Michael Vanthourenhout[2]
- Vrouwen elite: Sanne Cant, Marion Norbert-Riberolle, Laura Verdonschot[3]
- Mannen beloften: Arne Baers, Aaron Dockx, Ward Huybs, Witse Meeussen, Jente Michels, Thibau Nys, Emiel Verstrynge, Joran Wyseure
- Vrouwen beloften: Julie Brouwers, Kiona Crabbé, Febe De Smedt, Sterre Vervloet
- Jongens junioren: Yordi Corsus, Antoine Jamin, Robbe Marchand, Wies Nuyens, Ferre Urkens, Viktor Vandenberghe, Seppe Van Den Boer, Axel Van Den Broek
- Meisjes junioren: Lore De Schepper, Shanyl De Schoesitter, Fleur Moors, Lore Sas, Jana Van Der Veken, Xaydée Van Sinaey

Adams ging uiteindelijk niet van start wegens ziekte, Fleur Moors ging niet van start na een val in de verkenning.

### Nederland
- Mannen elite: Lars van der Haar, Corné van Kessel, Joris Nieuwenhuis, David van der Poel, Stan Godrie, Mees Hendrikx, Ryan Kamp
- Vrouwen elite: Marianne Vos, Fem van Empel, Denise Betsema, Annemarie Worst, Ceylin del Carmen Alvarado, Inge van der Heijden, Aniek van Alphen, Maud Kaptheijns[4]
- Mannen beloften: Pim Ronhaar, David Haverdings, Tibor del Grosso, Bailey Groenendaal, Hugo Kars, Pete Uptegrove, Danny van Lierop, Luke Verburg
- Vrouwen beloften: Puck Pieterse, Shirin van Anrooij, Leonie Bentveld, Femke Gort, Larissa Hartog, Iris Offerein
- Jongens junioren: Floris Haverdings, Jelte Jochems, Senna Remijn, Keije Solen, Guus van den Eijnden, Mika Vijfvinkel
- Meisjes junioren: Bloeme Kalis, Fee Knaven, Puck Langenbarg, Lauren Molengraaf, Sara Sonnemans, Roxanne Takken

Fem van Empel was startgerechtigd in de beloften categorie, maar koos ervoor om deel te nemen aan de elite categorie. Door deze keuze is Van Empel definitief overgestapt naar de elite categorie en mag zo niet meer uitkomen in de beloften categorie tijdens andere wedstrijden. Ook belofte renster Puck Pieterse overwoog om deel te nemen aan de elite categorie, maar zag hiervan af.

## Medailleoverzicht
| Onderdeel        | Goud                   | Goud     | Zilver                     | Zilver | Brons                | Brons   |
| ---------------- | ---------------------- | -------- | -------------------------- | ------ | -------------------- | ------- |
| Mannen           |                        |          |                            |        |                      |         |
| Mannen elite     | Michael Vanthourenhout | 1u06'47" | Lars van der Haar          | + 40"  | Laurens Sweeck       | + 2'17" |
| Mannen beloften  | Emiel Verstrynge       | 51'40"   | Thibau Nys                 | + 06"  | Witse Meeussen       | + 11"   |
| Jongens junioren | Léo Bisiaux            | 37'11"   | Daniel Nielsen             | + 06"  | Guus van den Eijnden | + 19"   |
| Vrouwen          |                        |          |                            |        |                      |         |
| Vrouwen elite    | Fem van Empel          | 50'25"   | Ceylin del Carmen Alvarado | + 22"  | Kata Blanka Vas      | + 36"   |
| Vrouwen beloften | Puck Pieterse          | 49'03"   | Line Burquier              | + 50"  | Shirin van Anrooij   | + 1'27" |
| Meisjes junioren | Lauren Molengraaf      | 36'55"   | Valentina Corvi            | + 03"  | Xaydee Van Sinaey    | + 14"   |

## Resultaten

### Mannen elite
| Plaats                  | Naam                   | Tijd     |
| ----------------------- | ---------------------- | -------- |
| Europeese kampioenstrui | Michael Vanthourenhout | 1u06'47" |
| Zilver                  | Lars van der Haar      | + 40"    |
| Brons                   | Laurens Sweeck         | + 2'17"  |
| 4                       | Joris Nieuwenhuis      | + 2'48"  |
| 5                       | Kevin Kuhn             | + 2'51"  |
| 6                       | Felipe Orts            | + 2'54"  |
| 7                       | Michael Boroš          | + 3'03"  |
| 8                       | Toon Vandebosch        | + 3'13"  |
| 9                       | Mees Hendrikx          | + 3'16"  |
| 10                      | Timon Ruegg            | + 3'22"  |

### Vrouwen elite
| Plaats                  | Naam                       | Tijd    |
| ----------------------- | -------------------------- | ------- |
| Europeese kampioenstrui | Fem van Empel              | 50'25"  |
| Zilver                  | Ceylin del Carmen Alvarado | + 22"   |
| Brons                   | Kata Blanka Vas            | + 36"   |
| 4                       | Denise Betsema             | + 46"   |
| 5                       | Sara Casasola              | + 1'53" |
| 6                       | Inge van der Heijden       | + 2'06" |
| 7                       | Pauline Ferrand-Prévot     | + 2'26" |
| 8                       | Aniek van Alphen           | + 2'56" |
| 9                       | Marianne Vos               | + 3'07" |
| 10                      | Anna Kay                   | + 3'15" |

### Mannen beloften
| Plaats                  | Naam             | Tijd    |
| ----------------------- | ---------------- | ------- |
| Europeese kampioenstrui | Emiel Verstrynge | 51'40"  |
| Zilver                  | Thibau Nys       | + 06"   |
| Brons                   | Witse Meeussen   | + 11"   |
| 4                       | Davide Toneatti  | + 15"   |
| 5                       | Pim Ronhaar      | + 35"   |
| 6                       | Tibor del Grosso | + 1'15" |
| 7                       | Jente Michels    | + 1'47" |
| 8                       | Rémi Lelandais   | + 2'14" |
| 9                       | Joran Wyseure    | + 2'34" |
| 10                      | Arne Baers       | + 2'55" |

### Vrouwen beloften
| Plaats                  | Naam                | Tijd    |
| ----------------------- | ------------------- | ------- |
| Europeese kampioenstrui | Puck Pieterse       | 49'03"  |
| Zilver                  | Line Burquier       | + 50"   |
| Brons                   | Shirin van Anrooij  | + 1'27" |
| 4                       | Marie Schreiber     | + 1'46" |
| 5                       | Zoe Bäckstedt       | + 1'53" |
| 6                       | Amandine Fouquenet  | + 2'39" |
| 7                       | Leonie Bentveld     | + 2'50" |
| 8                       | Kristýna Zemanová   | + 3'27" |
| 9                       | Lauriane Duraffourg | + 4'08" |
| 10                      | Olivia Onesti       | + 4'31" |

### Jongens junioren
| Plaats                  | Naam                   | Tijd    |
| ----------------------- | ---------------------- | ------- |
| Europeese kampioenstrui | Léo Bisiaux            | 37'11"  |
| Zilver                  | Daniel Nielsen         | + 06"   |
| Brons                   | Guus van den Eijnden   | + 19"   |
| 4                       | Barnabas Vas           | + 22"   |
| 5                       | Antoine Jamin          | z.t.    |
| 6                       | Wies Nuyens            | z.t.    |
| 7                       | Aubin Sparfel          | z.t.    |
| 8                       | Matthias Schwarzbacher | + 43"   |
| 9                       | Zsombor Takacs         | + 1'02" |
| 10                      | Mika Vijfvinke         | + 1'10" |

### Meisjes junioren
| Plaats                  | Naam                  | Tijd    |
| ----------------------- | --------------------- | ------- |
| Europeese kampioenstrui | Lauren Molengraaf     | 36'55"  |
| Zilver                  | Valentina Corvi       | + 03"   |
| Brons                   | Xaydee Van Sinaey     | + 14"   |
| 4                       | Cat Ferguson          | + 48"   |
| 5                       | Amandine Muller       | + 1'04" |
| 6                       | Eliška Hanáková       | + 1'17" |
| 7                       | Célia Gery            | + 1'31" |
| 8                       | Viktória Chladoňová   | + 1'39" |
| 9                       | Julie Lillelund       | + 1'47" |
| 10                      | Shanyl De Schoesitter | + 1'52" |

## Medaillespiegel
| Plaats | Land       | Goud | Zilver | Brons | Totaal |
| 1      | Nederland  | 3    | 2      | 2     | 7      |
| 2      | België     | 2    | 1      | 3     | 6      |
| 3      | Frankrijk  | 1    | 1      | 0     | 2      |
| 4      | Denemarken | 0    | 1      | 0     | 1      |
| 4      | Italië     | 0    | 1      | 0     | 1      |
| 6      | Hongarije  | 0    | 0      | 1     | 1      |
| Totaal | Totaal     | 6    | 6      | 6     | 18     |

## Reglementen

### Landenquota
Nationale federaties mogen per categorie het volgende aantal deelnemers inschrijven:
- 8 rijders + 4 reserve rijders

### Startvolgorde
De startvolgorde per categorie is als volgt:
1. Meest recente UCI ranking veldrijden
2. Niet gerangschikte renners: per land in rotatie (o.b.v. het landenklassement van het laatste WK). De startvolgorde van niet gerangschikte renners binnen een team wordt bepaald door de nationale federatie.

### Prijzengeld
In onderstaande tabel vindt u de verdeling van het prijzengeld per categorie:
| Pos.   | Mannen elite | Vrouwen elite | Mannen U23 | Vrouwen U23 | Jongens junioren | Meisjes junioren |
| ------ | ------------ | ------------- | ---------- | ----------- | ---------------- | ---------------- |
| 1.     | € 1.400      | € 1.400       | € 700      | € 700       | € 350            | € 350            |
| 2.     | € 800        | € 800         | € 400      | € 400       | € 200            | € 200            |
| 3.     | € 600        | € 600         | € 300      | € 300       | € 150            | € 150            |
| Totaal | € 2.800      | € 2.800       | € 1.400    | € 1.400     | € 700            | € 700            |

## Organisatie
Het Europees kampioenschap trok 17.200 toeschouwers, waarvan 1.800 toeschouwers op vrijdag bij de masters, 5.300 toeschouwers op de zaterdag en 10.200 toeschouwer op zondag.

## Uitzendschema
| Land       | Zender                                     | Datum               | Tijd          | Categorie                 |
| ---------- | ------------------------------------------ | ------------------- | ------------- | ------------------------- |
| Europa     | Eurosport Player (digitaal platform)       | Zaterdag 5 november | 13:00 - 14:30 | Mannen beloften (live)    |
| Europa     | Eurosport Player (digitaal platform)       | Zaterdag 5 november | 14:55 - 16:20 | Vrouwen elite (live)      |
| Europa     | Eurosport Player (digitaal platform)       | Zondag 6 november   | 13:00 - 14:30 | Vrouwen beloften (live)   |
| Europa     | Eurosport Player (digitaal platform)       | Zondag 6 november   | 14:50 - 16:30 | Mannen elite (live)       |
| Europa     | Eurosport 2                                | Zaterdag 5 november | 14:50 - 16:00 | Vrouwen elite (live)      |
| Europa     | Eurosport 2                                | Zondag 6 november   | 17:15 - 18:15 | Mannen elite (uitgesteld) |
| Pan-Europa | Global Cycling Network (digitaal platform) | Zaterdag 5 november | 13:00 - 14:30 | Mannen beloften (live)    |
| Pan-Europa | Global Cycling Network (digitaal platform) | Zaterdag 5 november | 14:55 - 16:20 | Vrouwen elite (live)      |
| Pan-Europa | Global Cycling Network (digitaal platform) | Zondag 6 november   | 13:00 - 14:30 | Vrouwen beloften (live)   |
| Pan-Europa | Global Cycling Network (digitaal platform) | Zondag 6 november   | 14:50 - 16:30 | Mannen elite (live)       |
| België     | Eén (Sporza)                               | Zaterdag 5 november | 14:45 - 16:20 | Vrouwen elite (live)      |
| België     | Eén (Sporza)                               | Zondag 6 november   | 14:30 - 16:30 | Mannen elite (live)       |
| België     | Sporza (digitaal platform)                 | Zaterdag 5 november | 13:00 - 14:35 | Mannen beloften (live)    |
| België     | Sporza (digitaal platform)                 | Zondag 6 november   | 13:00 - 14:30 | Vrouwen beloften (live)   |
| België     | RBTF (Tipik)                               | Zaterdag 5 november | 13:05 - 14:25 | Mannen beloften (live)    |
| België     | RBTF (Tipik)                               | Zaterdag 5 november | 14:55 - 16:20 | Vrouwen elite (live)      |
| België     | RBTF (Tipik)                               | Zondag 6 november   | 14:55 - 16:30 | Mannen elite (live)       |
| België     | Eurosport 1                                | Zaterdag 5 november | 14:50 - 16:00 | Vrouwen elite (live)      |
| België     | Eurosport 1                                | Zondag 6 november   | 15:00 - 16:00 | Mannen elite (live)       |
| Nederland  | NPO 1 (NOS)                                | Zaterdag 5 november | 14:55 - 16:20 | Vrouwen elite (live)      |
| Nederland  | NPO 1 (NOS)                                | Zondag 6 november   | 14:50 - 16:30 | Mannen elite (live)       |
| Nederland  | Eurosport 1                                | Zaterdag 5 november | 14:50 - 16:00 | Vrouwen elite (live)      |
| Nederland  | Eurosport 1                                | Zondag 6 november   | 15:00 - 16:00 | Mannen elite (live)       |